# Valerij Vasziljovics Lobanovszkij
Valerij Lobanovszkij (ukránul: Вале́рій Васи́льович Лобано́вський, Valerij Vasyl’ovyč Lobanovs’kyj [vɑˈlɛrɪj lobɑˈnɔwsʲkɪj]; oroszul: Вале́рий Васи́льевич Лобано́вский, Valeriy Vasilyevich Lobanovskiy) (Kijev, 1939. január 6. – Zaporizzsja, 2002. május 13.) szovjet-ukrán labdarúgó, edző, a Szovjetunió Kiváló Edzője díj tulajdonosa és az UEFA Érdemrend kitüntetettje.
Lobanovszkij pályafutása során irányította a szovjet és az ukrán válogatottat, valamint az akkor fénykorát élő Dinamo Kijevet is. Irányításával a kijevi csapat lett az első szovjet labdarúgó egyesület, amely nemzetközi klubtrófeát nyert, amikor 1975-ben elhódították a Kupagyőztesek Európa-kupája serleget a döntőben a Ferencvárost legyőzve. Lobanovszkij eredményeit mind a mai napig nagy becsben tartják, és úgy emlékeznek rá mint sportágának egyik legnagyobb újítójára tudományos és rendkívül figyelmes, minden részletre figyelő edzésmódszereivel. 2017-ben az UEFA alapítása, azaz 1954 óta eltelt időszak tíz legkiemelkedőbb edzői közé választotta.

## Pályafutása

### Játékosként
Pályafutását szülővárosának csapatában kezdte, eleinte baloldali középpályást játszva. A  Dinamo Kijev csapatánál hét évet töltött, ez idő alatt egy szovjet bajnoki címet és kupagyőzelmet ünnepelhetett. Ezt követően egy-egy évet játszott a Csornomorec Odesza és a Sahtar Donyeck csapataiban,  majd 29 évesen befejezte játékos karrierjét. 253 bajnokin 71 gólt lőtt. Kétszer kapott lehetőséget a szovjet válogatottban, az első mérkőzését 1960. szeptember 4-én játszotta Ausztria ellen. Két olimpián is részt vehetett. Híres volt pontos beadásairól és szögletekből rúgott góljairól.

### Edzőként
Visszavonulását követően edzőnek állt, egy évvel később az FK Dnyipro vezetőedzőjének nevezték ki. Négy évig ült a Dnyepropetrovszk kispadján, 1971-ben másodosztályú bajnoki címet nyert az együttessel. Ezt követően került nevelőklubjához, a Dinamo Kijevhez, amelyet ezt követően 1990-ig irányított. Lobanovszkij edzőként hírhedt volt szigorúságáról. A kijevi csapattal megtörte a szovjet futballra addig jellemző orosz dominanciát, és az ország, valamint Európa egyik legjobb csapatává formálta a Dinamót. Első kijevi korszaka alatt nyolc szovjet bajnoki címet és hat kupaelsőséget nyert a csapattal. A Lobanovszkij-féle Dinamo Kijev volt az első szovjet csapat, amely egy jegyzett európai kupasorozatot meg tudott nyerni: 1975-ben a Ferencváros elleni győztes döntő után emelhette fel a győztesnek járó serleget, majd 1986-ban, szintén a Dinamóval újra megnyerte az akkor második számú klubsorozatnak számító, és azóta már megszűnt KEK-et.
Lobanovszkij a kijevieknél eltöltött időszak alatt lett a szovjet válogatott szövetségi kapitánya, ezt a pozíciót később még kétszer betölthette, 1975 és 1976, 1982 és 1983, valamint 1986 és 1990 között állt a szovjet nemzeti csapat élén. Legnagyobb sikerét a válogatottal az 1988-as németországi Európa-bajnokságon érte el hozta, amikor egészen a döntőig jutottak, azonban ott a Marco van Basten nevével fémjelzett oranje 2–0-s győzelmet aratott. 1990-ben Lobanovszkij felállt a Dinamó kispadjáról, és az Egyesült Arab Emirátusok, majd Kuvait szövetségi kapitánya lett. 1997-ben tért vissza a Dinamo Kijevhez, amely akkor a bajnokságban sem szerepelt jól, illetve eltiltását töltötte a nemzetközi porondon, így a kupákban nem léphetett pályára. Lobanovszkij sorozatban öt bajnoki címet szerzett a kék-fehérekkel, 1999-ben pedig a Bajnokok Ligája elődöntőjébe jutott az ukrán csapattal, amit azóta sem tudott megismételni egy csapat és edző sem az országból. 2001-ben kinevezték az ukrán válogatott szövetségi kapitányának, de miután nem sikerült kijuttatnia a csapatot a 2002-es világbajnokságra, a szövetség vezetői menesztették. Lobanovszkij 2002. május 7-én szívinfarktust kapott, miután a Dinamó legyőzte a Metalurh Zaporizzsját, majd hat nappal később, az agyműtétje közben fellépő komplikációk következtében hunyt el.

## Magánélete
Lobanovszkij Kijevben született Vaszil Mihajlovics Lobanovszkij és Olekszandra Makszimvina Bojcsenko gyermekeként. Apai ágon lengyel felmenőkkel rendelkezett. Felesége Ada Lobanovszkaja volt, egy gyermekük született, Szvetlana, aki később éttermet nyitott Kijevben, amelynek neve U Metra” (azaz: „A Mester”). Lobanoszkij az ukrán író, Olekszandr Bojcsenko unokaöccse volt.

## Emlékezete

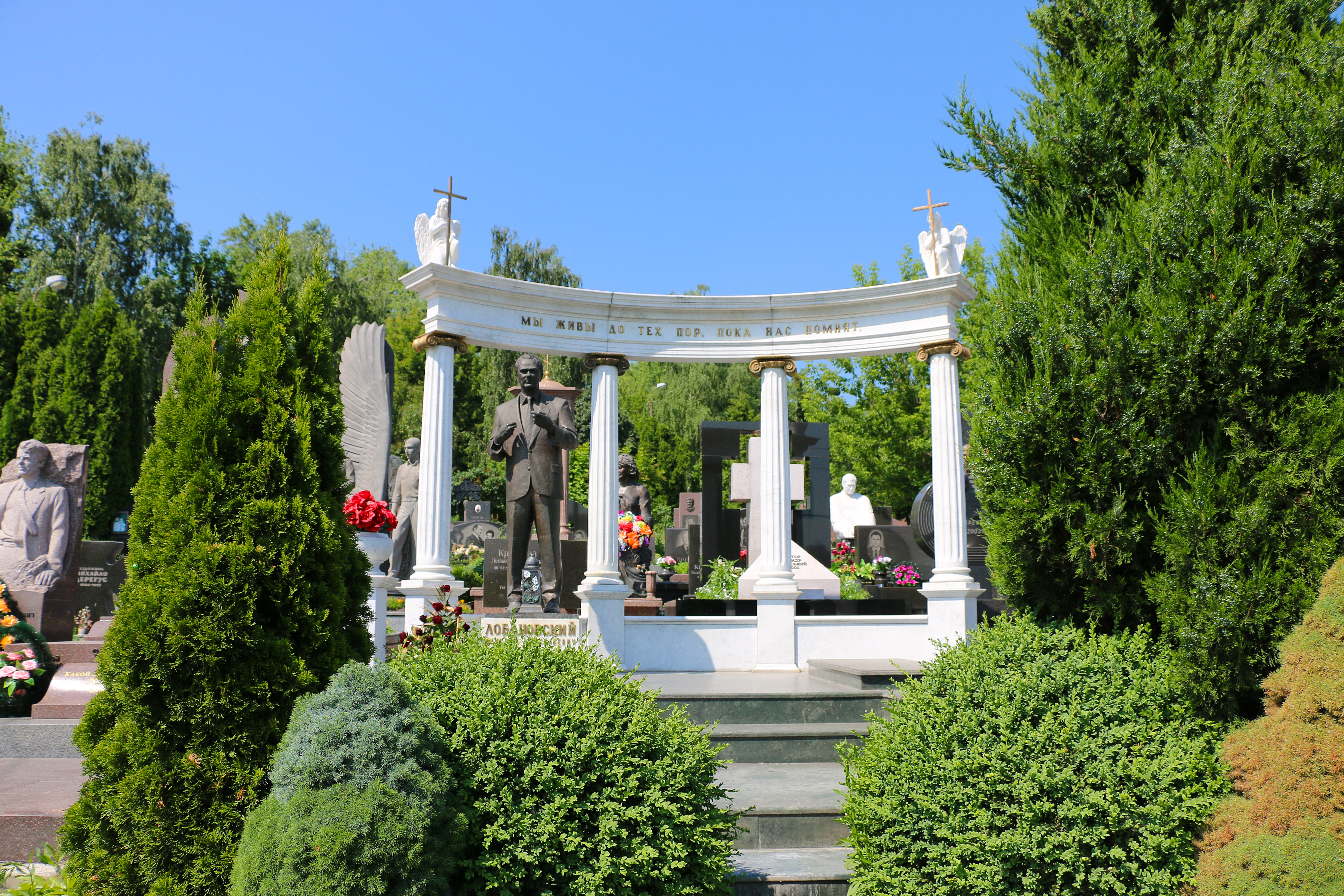
Lobanovszkij síremléke és a körülötte levő műemlék a kijevi temetőben

Halála után elnyerte az Ukrajna Hőse-díjat, ami az ország legmagasabb rangú elismerése. A Dinamo Kijev stadionja az ő nevét viseli.
A kijevi történelmi temetőben, a Bajkovban helyezték örök nyugalomra, sírhelye köré lenyűgöző emlékművet emeltek. 2003-ban az AC Milan nyerte az Bajnokok Ligáját. A milánóiak ukrán csatára, Andrij Sevcsenko a döntő után repülőgéppel Kijevbe utazott, hogy volt edzőjének ajánlja aranyérmét. 2005-ben Valerij Lobanovszkij emlékversenyt alapítottak.

## Statisztika

### Klub
| Klub               | Szezon           | Bajnokság     | Bajnokság | Kupa          | Kupa  | Összesen      | Összesen |
| Klub               | Szezon           | Pályára lépés | Gólok     | Pályára lépés | Gólok | Pályára lépés | Gólok    |
| ------------------ | ---------------- | ------------- | --------- | ------------- | ----- | ------------- | -------- |
| Dinamo Kijev       | 1959             | 10            | 4         | -             | -     | 10            | 4        |
| Dinamo Kijev       | 1960             | 29            | 12        | 1             | 0     | 30            | 12       |
| Dinamo Kijev       | 1961             | 28            | 10        | 1             | 0     | 29            | 10       |
| Dinamo Kijev       | 1962             | 30            | 8         | 1             | 0     | 31            | 8        |
| Dinamo Kijev       | 1963             | 38            | 8         | -             | -     | 38            | 8        |
| Dinamo Kijev       | 1964             | 9             | 0         | -             | -     | 9             | 0        |
| Összesen           | Összesen         | 144           | 42        | 3             | 0     | 147           | 42       |
| Csornomorec Odesza | 1965             | 28            | 10        | -             | -     | 28            | 10       |
| Csornomorec Odesza | 1966             | 31            | 5         | 4             | 5     | 35            | 10       |
| Összesen           | Összesen         | 59            | 15        | 4             | 5     | 63            | 20       |
| Sahtar Donyeck     | 1967             | 32            | 9         | 2             | 1     | 34            | 10       |
| Sahtar Donyeck     | 1968             | 18            | 5         | 1             | 1     | 19            | 6        |
| Összesen           | Összesen         | 50            | 14        | 3             | 2     | 53            | 16       |
| Karrier összesen   | Karrier összesen | 253           | 71        | 10            | 7     | 263           | 78       |

## Edzői pályafutásának statisztikái
| Csapat                  | Szerződés kezdete | Szerződés vége | Eredményesség | Eredményesség | Eredményesség | Eredményesség | Eredményesség |
| Csapat                  | Szerződés kezdete | Szerződés vége | M             | GY            | D             | V             | Győzelmi %    |
| ----------------------- | ----------------- | -------------- | ------------- | ------------- | ------------- | ------------- | ------------- |
| FK Dnyipro              | 1968              | 1973           | 229           | 118           | 63            | 48            | 51.53         |
| Dinamo Kijev            | 1974              | 1990           | 532           | 268           | 168           | 96            | 50.38         |
| Szovjetunió             | 1975              | 1976           | 19            | 11            | 4             | 4             | 57.89         |
| Szovjetunió             | 1982              | 1983           | 10            | 6             | 3             | 1             | 60            |
| Szovjetunió             | 1986              | 1990           | 48            | 25            | 12            | 11            | 52.08         |
| Egyesült Arab Emírségek | 1990              | 1993           | 37            | 18            | 10            | 9             | 48.65         |
| Kuvait                  | 1994              | 1996           | 15            | 6             | 4             | 5             | 40            |
| Dinamo Kijev            | 1997              | 2002           | 138           | 110           | 20            | 8             | 79.71         |
| Ukrajna                 | 2000              | 2001           | 18            | 6             | 7             | 5             | 33.33         |

## Sikerei, díjai

### Játékosként
Dinamo Kijev
- Szovjet bajnok (1): 1961
- Szovjet kupagyőztes (1): 1964

### Edzőként
Dnyipro
- Szovjet másodosztályú bajnok (1): 1971

Dinamo Kijev
- Kupagyőztesek Európa-kupája (2): 1975, 1986
- UEFA-szuperkupa (1): 1975
- Szovjet bajnok / Ukrán bajnok (12): 1974, 1975, 1977, 1980, 1981, 1985, 1986/ 1997, 1998, 1999, 2000, 2001
- Szovjet kupagyőztes / Ukrán kupagyőztes (9): 1974, 1978, 1982, 1985, 1987, 1990,/ 1998, 1999, 2000
- Szovjet Szuperkupa-győztes (3): 1980, 1985, 1986
- Független Államok Közösségének Kupája (2): 1997, 1998